# NGC 7551
NGC 7551 је спирална галаксија у сазвежђу Пегаз која се налази на NGC листи објеката дубоког неба.
Деклинација објекта је + 15° 56' 27" а ректасцензија 23h 15m 22,0s. Привидна величина (магнитуда) објекта NGC 7551 износи 16,2 а фотографска магнитуда 17,0.